# 古氏原杜父魚
古氏原杜父魚（学名：Procottus gurwicii）為輻鰭魚綱鮋形目杜父魚亞目淵杜父魚科的其中一種，為淡水魚類，分布於俄羅斯貝加爾湖流域，棲息深度可達93公尺，體長可達6.2公分，棲息在沿岸沙石底質底層水域，生活習性不明。